# 台東区立大正小学校
台東区立大正小学校（たいとうくりつ たいしょうしょうがっこう）は、東京都台東区入谷2丁目にある公立小学校。

## 沿革
- 1916年（大正5年）9月1日 - 東京市大正尋常小学校として開校[2]。
- 1941年（昭和16年）4月1日 - 国民学校令の施行により[3]、東京市大正国民学校と改称[2]。
- 1943年（昭和18年）7月1日 - 東京都制の施行により、東京都大正国民学校と改称[2]。
- 1947年（昭和22年）4月1日 - 学制改革により、東京都台東区立大正小学校と改称[2]。
- 1950年（昭和25年）7月7日 - 校歌を制定[4]。
- 1951年（昭和26年）4月10日 - 台東区立大正幼稚園を併設[5]。
- 1994年（平成6年）2月18日 - 新校舎完成[2]。
- 1996年（平成8年）4月1日 - 台東区立坂本小学校を統合[2]。

## 通学区域
東京都台東区教育委員会によって指定されている大正小学校の通学区域は、以下の通り。
- 入谷一丁目（1番-26番、28番）
- 入谷二丁目（1番-33番）
- 北上野一丁目（全域）
- 北上野二丁目（13番-32番）
- 下谷一丁目（全域）
- 下谷二丁目（1番-12番、13番6号-13号）
- 根岸一丁目（1番）
- 松が谷三丁目（10番-16番、17番6号-12号、18番-23番）
- 松が谷四丁目（全域）

## 進学先中学校
公立中学校に進学する場合は次の3校が東京都台東区教育委員会により指定されている。
- 台東区立柏葉中学校 - 入谷一丁目（1番-26番、28番）、入谷二丁目（1番-33番）、下谷二丁目（1番-2番、6番1号・11号-15号、7番-9番、13番6号）から通う児童
- 台東区立忍岡中学校 - 北上野一丁目、北上野二丁目（13番-14番、16番-32番）、下谷一丁目、下谷二丁目（3番-5番、6番2号-10号、10番-12番、13番7号-13号）、根岸一丁目（1番）から通う児童
- 台東区立駒形中学校 - 北上野二丁目（15番）、松が谷三丁目（10番-16番、17番6号-12号、18番-23番）、松が谷四丁目から通う児童

## アクセス
- 東京メトロ日比谷線入谷駅から、徒歩3分。
- JR東日本山手線・京浜東北線鶯谷駅から、
  - 徒歩13分。
  - JR線で上野駅まで行き、上野駅から東京メトロ日比谷線に乗り換えて、鶯谷駅下車後、徒歩。

## 周辺
- 台東区立大正幼稚園 - 同一建物内で、かつ進級前幼稚園のひとつ。
- 台東区立大正公園 - 敷地が隣接。
- 金美館通り（台東区道）
- 東京東信用金庫入谷支店
- 天理教東龍分教会
- このほか、入谷アパート等の住宅関連施設や飲食店・スーパー等も点在する。